# Herr von Hancken (opera)
Herr von Hancken är en opera i tre akter med musik av Karl-Birger Blomdahl och libretto av Erik Lindegren efter Hjalmar Bergmans roman med samma namn. 
Den uruppfördes på Kungliga Teatern i Stockholm den 2 september 1965 i regi av Göran Gentele. Dekor och kostym gjordes av Carl Fredrik Reuterswärd.

## Rollbesättning
- Herr von Hancken – basbaryton
- Lesage – tenor
- Tomson – tenor
- Carlander – baryton
- Vicomtessen – sopran
- Nora – sopran
- Mamsell Arrenander – mezzo
- Kaptenskan von Hancken – alt
- General Bungenstjerna – tenor
- Olle – tenor
- Emil – tenor
- Lasse – bas
- Wurmen – bas

Dessutom: Gästgivarmoran...mezzo, Landshövdingen, Rosenhane, Adolphen...tenorer, Gästgivaren, Battwühl, Länsman och Prosten...barytoner.